# Bjoern Richie Lob
Bjoern Richie Lob (* 26. August 1974 in Köln) ist ein deutscher Filmregisseur, Filmproduzent und Kameramann.

## Leben
Bjoern Richie Lobs Leidenschaft für Film und Fotografie begann im Alter von neun Jahren, als er seine erste Videokamera geschenkt bekam. Nach der Schule verbrachte er viel Zeit mit Reisen, immer auf der Suche nach guten Motiven und Wellen zum Surfen.
Parallel zu seinen Reisen baute er seine Karriere auf und arbeitete zuerst als Setrunner, Fahrer und Beleuchter bei Studentenproduktionen seines Schulfreundes Hendrik Hölzemann, der zu der Zeit an der Filmakademie Ludwigsburg studierte. Hier lernte er den Regisseur Benjamin Quabeck kennen und arbeitete als Beleuchter und in vielen anderen Funktionen bei seinen Kurzfilmen und Kino-Spielfilmen, wie z. B. Nichts bereuen und Verschwende deine Jugend mit. Wegen seiner Affinität zum Surf-Sport spezialisierte er sich auf diesem Gebiet und drehte und produzierte zahlreiche Surfvideos für den Deutschen Wellenreitverband (DWV).
Darüber hinaus verwirklichte er eigene Kurzfilme und dokumentarische Making ofs von Kino-Spielfilmen wie z. B. von Hendrik Hölzemanns Kammerflimmern. Nach zahllosen Praktika und Assistenz-Jobs in nahezu jedem Department im professionellen Filmgeschäft bekam er 2005 staatliche Filmförderung für seinen Debüt-Film Keep Surfing. Der Produzent Tobias N. Siebert des Oscar-nominierten Films Die Geschichte vom weinenden Kamel wurde auf das Projekt aufmerksam und stieg als Co-Produzent mit Fördermitteln der deutschen Filmförderungsanstalt (FFA) ein. Nach über vier Jahren Produktionszeit feierte der Film Keep Surfing auf dem Filmfest München 2009 Weltpremiere und gewann mit großer Mehrheit den Publikumspreis. Die internationale Premiere fand auf dem Tribeca Film Festival 2010 in New York statt.

## Filmografie

### Als Drehbuchautor
- 2009: Keep Surfing

### Als Regisseur
- 2009: Keep Surfing
- 2003: Schwarzfahrt (Kurzfilm)
- 2003: Allein (Kurzfilm)
- 2001: Sonnensurfer (Kurzfilm)

### Als Produzent
- 2009: Keep Surfing

### Als Kameramann
- 2009: Keep Surfing
- 2003: Schwarzfahrt (Kurzfilm)
- 2003: Allein (Kurzfilm)
- 2001: Sonnensurfer (Kurzfilm)

### Als Beleuchter
- 2001: Nichts bereuen
- 2003: Verschwende deine Jugend
- 2004: Kammerflimmern
- 2002: Der moderne Zyklop
- 1999: Schäfchen zählen (Kurzfilm)

## Auszeichnungen
- 2009: Publikumspreis Filmfest München für Keep Surfing
- 2010: Publikumspreis Internationales Filmfestival Warschau für Keep Surfing
- 2010: Video Champion für Keep Surfing (DVD und Blu-Ray in der Kategorie Special Interest)